# Fontána (Ścinawa)
Fontána, polsky Fontanna či Podświetlana fontanna a česky také Podsvícená fontána, je vodní a světelná fontána ve městě Ścinawa ve gmině Ścinawa v okrese Lubin v Dolnoslezském vojvodství v Polsku. Je postavena na centrálním náměstí Rynek na levém břehu řeky Odra v mezoregionu Obniżenie Ścinawskie v Dolním Slezsku.

## Historie a popis
Drobná dlážděná fontána vhodně dokresluje atmosféru celého renovovaného Rynku a vynikne hlavně v noci. Má obdélníkový půdorys a byla postavena na místě památníku s tankem T-34, tzv. Ścinawski Czołg, který byl přemístěn k místnímu silničnímu mostu přes Odru. Měnící se stříkání vody a osvětlení fontány je řízeno podle stanoveného programu. Moderní řídicí aparatura a čerpadla jsou také napojeny na meteostanici, která sleduje sílu větru a v případě silných poryvů větru se fontána vypne a obnoví provoz po jejich ustání. Fontána bývá v provozu v letní sezóně od 8:00 do 22:00 hodin. Byla postavena v roce 2022.

## Další informace
Dílo je celoročně volně přístupné.

## Galerie

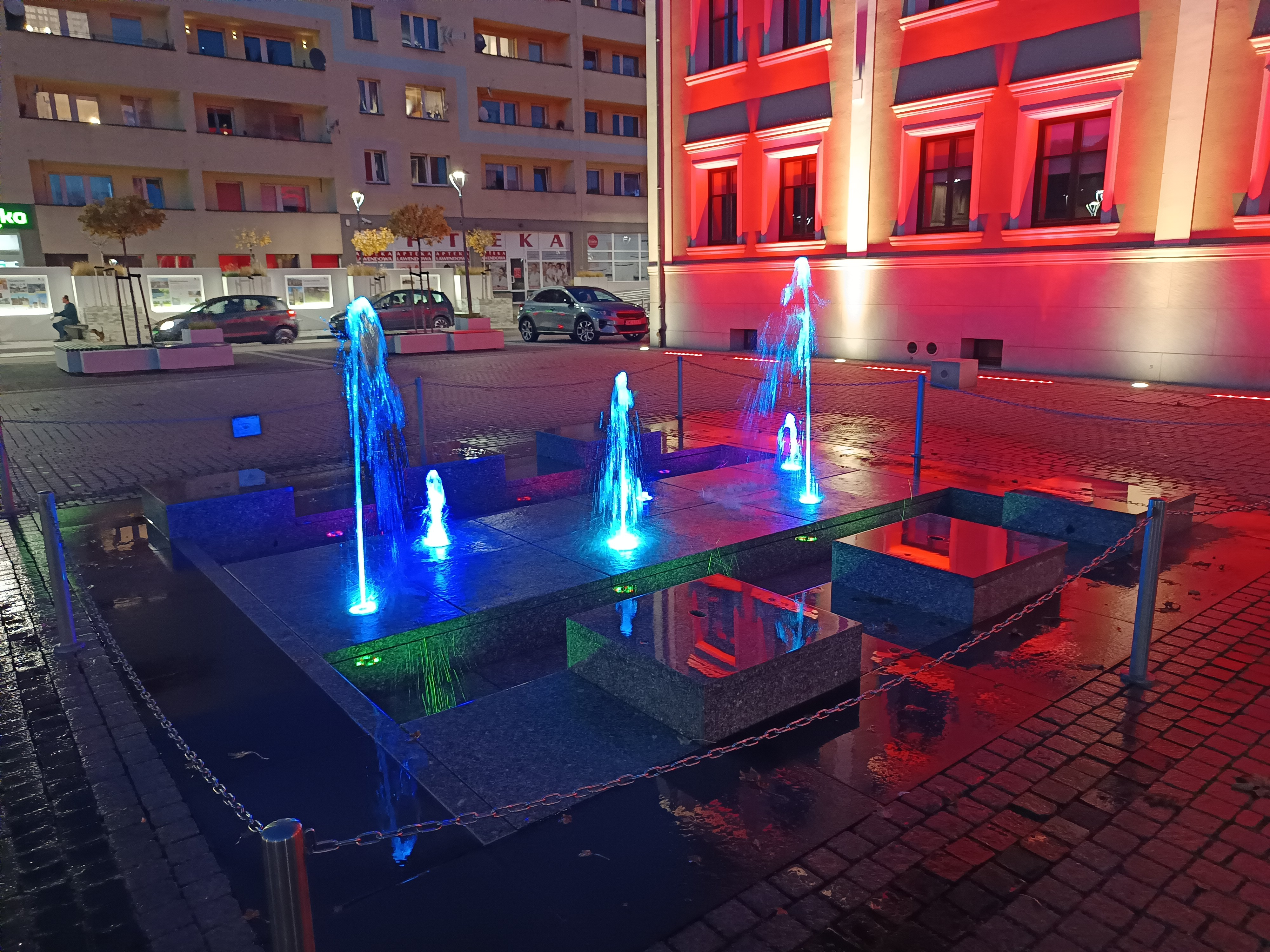
Fontána v noci
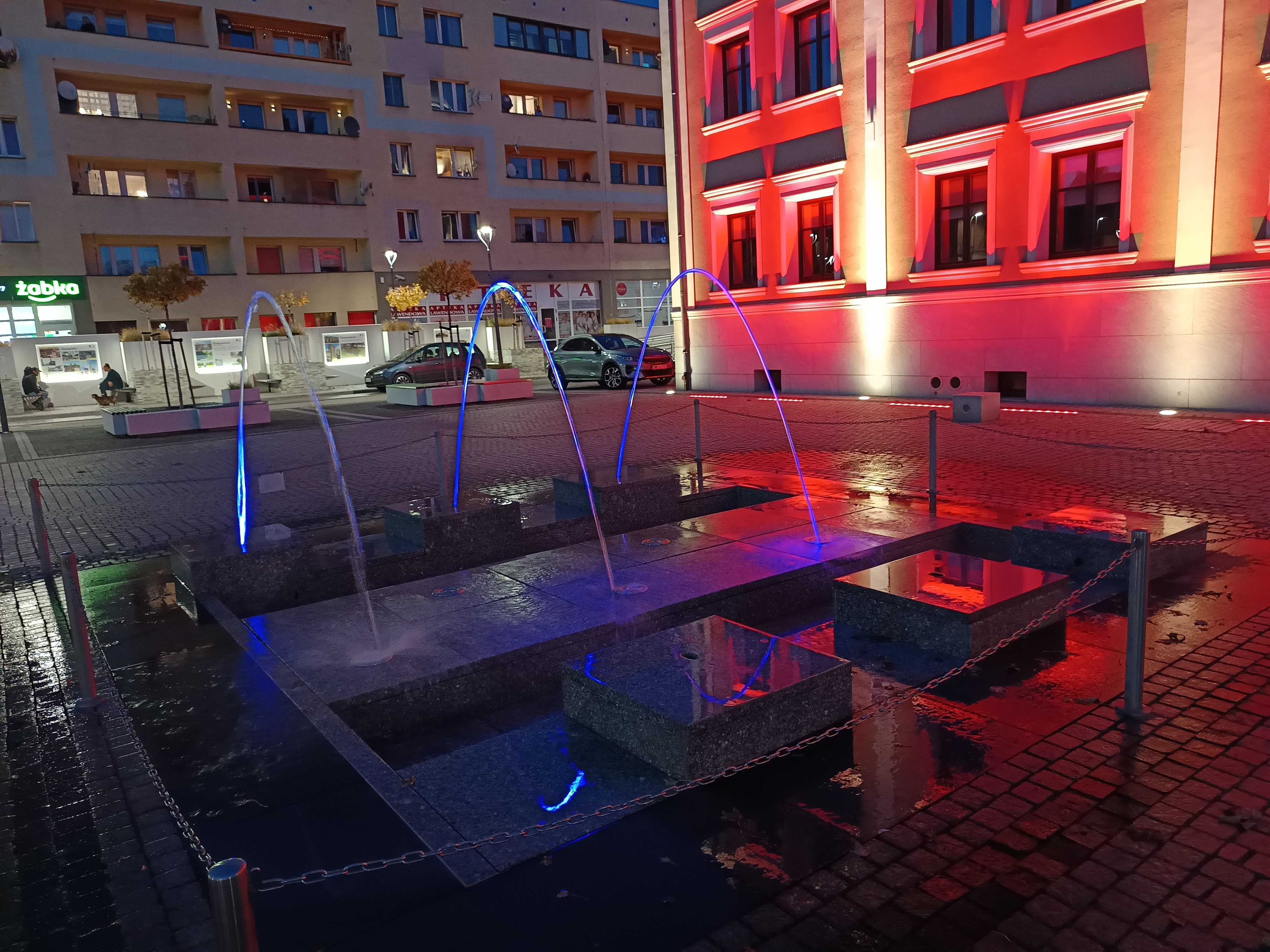
Fontána v noci